# Крушение МиГ-29 в Каспийском море (2019)
Крушение МиГ-29 в Каспийском море — авиационное происшествие, произошедшее 24 июля 2019 года. Самолёт МиГ-29 ВВС Азербайджана во время учебно-тренировочного полёта, проводимого в ночное время, потерпел крушение в Каспийском море, в районе посёлка Зарат (65 км к северу от Баку), в 9 км от берега. Пилот полковник-лейтенант Рашад Атакишиев погиб. Все обломки самолёта вместе с останками пилота были обнаружены через 27 дней на глубине 27 метров. Согласно результатам расследования созданной по приказу министра обороны Азербайджана комиссии, самолёт до момента крушения столкнулся в воздухе с посторонним телом (птица или стая птиц), от которого пилот получил увечье. Согласно данным, извлечённым из бортового самописца, пилот попытался восстановить управление самолётом, но полученное им тяжёлое телесное повреждение, препятствовало этому и в результате привело к крушению самолёта. Официальная версия причин крушения, однако, оспариватся рядом экспертов.

## Самолёт
По контракту, подписанному с Украиной в 2006 году, Азербайджан к 2019 году закупил у этой страны 29 модернизированных истребителей МиГ-29. На данных самолётах также установлен комплекс защиты корпуса «Талисман», разработанный белорусским предприятием «Оборонные инициативы».
Самолёт ремонтировался на Украине и был оснащён техническим оборудованием, выбранным Азербайджаном. После полной проверки самолёт был приобретён Азербайджаном. По данным Министерства обороны Азербайджана, до момента крушения самолёт МиГ-29 был боеспособен и находился в исправном состоянии.

## Пилот
Пилотом потерпевшего крушение истребителя был полковник-лейтенант Рашад Атакишиев, являвшийся заместителем командира воинской части. Он служил в ВВС более 20 лет, был одним из опытнейших пилотов Азербайджана и сам готовил профессиональных военных лётчиков. Атакишиев приходил на лётное поле за час до начала проверки самолёта техниками, всегда сам участвовал в процессе подготовки самолёта к вылету, контролировал готовность и неоднократно выявлял неполадки уже после того, как самолёт был осмотрен техниками.
Атакишиев был похоронен на II Аллее почётного захоронения в Баку. Во время похорон был открыт залповый огонь и тело пилота было предано земле под звуки гимна Азербайджана. Согласно указу президента Азербайджана Ильхама Алиева, за заслуги, проявленные при выполнении воинского долга по защите Родины, Атакишиев посмертно был награждён медалью «За отвагу». 28 декабря награда была вручена семье пилота.

## Ход событий

### Происшествие
Рашад Атакишиев 29 июля должен был отправиться в командировку и сказал дома, что ему «очень хотелось полетать перед поездкой». Тесть пилота бывший госсоветник Азербайджанской Республики профессор Габиль Гусейнли рассказал Азербайджанской службе BBC, что 24 июля у Атакишиева было четыре тренировочных полёта: дневные полёты и последний — секретный учебный полёт, состоявшийся около 22:00 часов.
Незадолго до окончания учений, в которых участвовало три самолёта, товарищи Рашада Атакишиева, не получив от него ответа, сообщили об этом в штаб. Однако из-за нехватки топлива они не смогли в тот самый момент заняться поисками самолёта Атакишиева.
Хотя после объявления чрезвычайной ситуации район и был осмотрен, никто в тот день не сообщил о том, что видел самолёт или пилота.
На следующее утро Министерство обороны Азербайджана сообщило, что во время планового учебно-тренировочного полёта, проводимого в ночное время, связь с истребителем Миг-29 Военно-воздушных сил Азербайджана была внезапно прервана, после чего самолёт пропал с экранов радаров. По предварительным предположениям, в результате авиакатастрофы самолёт упал в Каспийское море. Было также сообщено о том, что проводятся мероприятия по поиску и спасению пилота.
Как позже выяснилось, самолёт упал в районе посёлка Зарат Сиазанского района (65 км к северу от Баку), в 9 км от берега.

### Поиски обломков самолёта и останков пилота
Вечером 8 августа был определён район падения самолёта. На следующий день в Министерстве обороны Азербайджана сообщили, что в результате принятых срочных мер с участием представителей соответствующих государственных органов и служб, а также привлечённых к поискам турецких специалистов из воды удалось извлечь часть фрагментов самолёта. Начались подготовительные работы по подъёму основной части самолета со дна моря. По словам пресс-секретаря Минобороны Азербайджана Вагифа Даргяхлы, в поисках истребителя были задействованы корабли ВМС и вертолёты ВВС Азербайджана.
19 августа был обнаружен бортовой самописец самолёта, а 20 августа были найдены останки пилота Рашада Атакишиева, а также все обломки самолёта были обнаружены и подняты с глубины 27 метров.
По словам тестя пилота Габиля Гусейнли, части тела пилота были найдены деформированными. Сначала была обнаружена одна нога, а затем и другие части тела на сиденье в фюзеляже самолёта. Как заявил Гусейнли, хотя кресло пилота было разломано на две части, оно осталось в камбине самолёта, и там же были обнаружены части тела. Тело Атакишиева нашли пристёгнутым к креслу, то есть он не катапультировался.

## Расследование
Расследованием инцидента занималась комиссия, созданная по поручению министра обороны Азербайджана Закира Гасанова.
Военная прокуратура Азербайджана возбудила уголовное дело по статье о халатном отношении к службе. Следствие вело Управление по тяжким преступлениям ведомства.

### Официальная версия

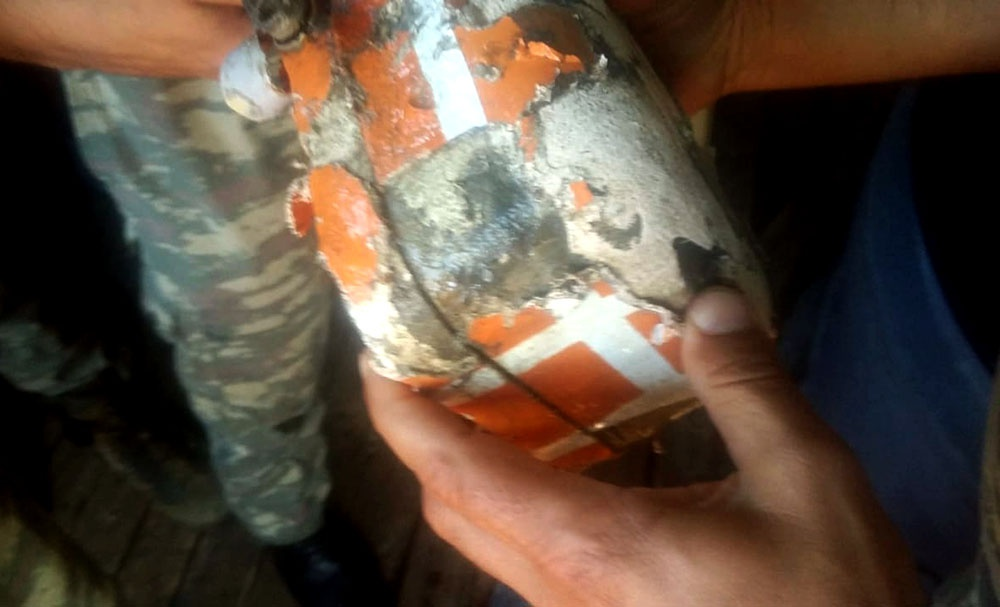
Обнаруженный 19 августа бортовой самописец («черный ящик») истребителя

22 декабря Министерство обороны Азербайджана заявило, что на основе проанализированных и изученных данных, содержащихся в бортовом самописце («черный ящик») истребителя МиГ-29, а также других технических документов по выполнению полёта, «Комиссия по расследованию авиационного происшествия» пришла к выводу, что самолёт до момента падения в Каспийское море «столкнулся в воздухе с посторонним телом (птица или стая птиц), от которого пилот получил увечье». Согласно данным, извлеченным из бортового самописца, пилот попытался восстановить управление самолётом, но полученное им тяжкое телесное повреждение препятствовало этому и в результате привело к крушению судна.
Старший научный сотрудник российского Центра комплексных европейских и международных исследований НИУ ВШЭ Василий Кашин отмечал, что любой реактивный самолёт может потерпеть крушение из-за столкновения с птицами. По его словам, решающую роль могли сыграть несколько факторов: попадание птиц, техническое состояние самолёта, состояние самого пилота и малая высота. Сотрудник Института зоологии Национальной академии наук Азербайджана орнитолог Эльчин Султанов, в свою очередь заявил, что в Азербайджане примерно 250 видов перелётных птиц, и некоторые из них совершают ночные перелёты. По его мнению, министерство обороны должно советоваться с орнитологами, однако ведомство не делает этого.

### Другие версии
Ряд экспертов выразили сомнения в официальной причине и отнеслись со скепсисом к заявлению министерства о столкновении с птицами. Так, например, заслуженный лётчик-испытатель Российской Федерации Магомед Толбоев заявил, что уверен, что крушение истребителя, рассчитанного на экстремальные боевые условия, из-за столкновения с птицей или стаей птиц очень маловероятно. МиГ-29, по его словам, ещё никогда не терпел крушения из-за птиц, так как если в один двигатель и попадёт птица и тот останавливается, то второй двигатель будет работать. Согласно Толбоеву, в истребителе есть катапультируемое кресло, и то, что пилот не катапультировался, говорит о том, что там до этого произошло что-то, что он не смог им воспользоваться.
По словам полковника в отставке Исы Садыгова, МиГ-29 — старый самолёт и не отвечает современным требованиям, что и могло стать причиной катастрофы. Согласно Садыгову, во время таких учений силы ПВО всегда отслеживают самолёты, но то, что не было известно место падения, говорит о том, что азербайджанские ПВО не отслеживали истребитель, а также об их неготовности. Садыгов также не считает официальную версию о столкновении с птицами вероятной. По его мнению, более вероятными причинами могли стать неисправность или попадание ракеты. СМИ сообщали об учениях российских ВВС и ПВО в Астраханской области 27 июля, через три дня после трагедии. В день же катастрофы никаких учений не проводилось.
Согласно азербайджанскому военному эксперту Узеиру Джафарову, никто не сбивал МиГ-29, просто путём внезапного отключения навигационного и связного оборудования самолёт был переведён в «мёртвое состояние» с помощью системы радиоэлектронной борьбы (РЭБ), которая может легко преодолеть максимальное расстояние в 300 километров и выполнить свою задачу. Мнение о том, что истребитель потерпел крушение в результате применения системы РЭБ с российской стороны выдвигал и знакомый с ситуацией военный источник информационного агентства Turan. B пользу этой версии крушения самолёта говорит и то, что во время катастрофы BМФ России проводили на своей территории учения по применению системы РЭБ. По словам Джафарова, войска радиоэлектронной борьбы Южного военного округа ВС РФ приступили к учениям в акватории Каспийского моря 18 июля. По мнению Джафарова, факт того, что ни самолёт ни пилота не удалось обнаружить достаточно долго говорит о том, что радар самолёта и маяк на пилоте были отключены.
Бывший президент ЗАО «Азербайджанские авиалинии» Адалят Алиев также считал версию о столкновении самолёта со стаей птиц, не соответствующей действительности. По его словам, в это время над Каспийским морем не могло быть никаких стай птиц, так как птицы на Каспии в основном наблюдаются во время миграции в осенние месяцы, мигрируя в более тёплые страны. По мнению Алиева, имела место серьёзная техническая причина: истребитель во время выполнения полёта столкнулся с внешним воздействием, был сбит или же авария могла быть вызвана взрывом двигателя. Даже если бы двигатель самолёта отказал из-за столкновения с птицей, то у пилота, как отметил Алиев, была бы возможность катапультироваться.